# Arthur del Prado
Pour les articles homonymes, voir Del Prado.
Arthur Hendrik del Prado (17 novembre 1931 - 9 septembre 2016) est un entrepreneur néerlandais.

## Jeunesse
Del Prado est né aux Indes néerlandaises et est enfermé pendant la guerre dans un camp par les Japonais alors qu'il est adolescent sans famille. Après la guerre, il retrouve sa famille aux Pays-Bas où il étudie la chimie à l'université de Twente et l'économie à l'université d'Amsterdam. En 1954, il part aux États-Unis pour étudier à la Harvard Business School, mais l'abandonne pour participer à l'essor de la Silicon Valley.

## Carrière
En 1958, il retourne aux Pays-Bas et se trouve au berceau de l'industrie des semi-conducteurs en Europe. En 1964, il fonde la société ASM International.
À l'initiative de Del Prado, la branche semi-conducteurs de Philips est rendue indépendante et continue en tant que joint-venture entre ASM et Philips. Cela est la base d'ASML.
En 2001, Del Prado est l'un des premiers investisseurs dans la société Mapper Lithography.
En 2008, il laisse ses fonctions de PDG d'ASM à son fils Chuck del Prado, mais reste dans un rôle de conseiller. Il prend sa retraite en mai 2016.
Grâce en partie à ses intérêts dans ASML et ASM, Quote estime ses actifs à au moins 450 millions d'euros. Après sa mort, il s'est avéré qu'il avait investi la majeure partie de sa fortune dans Mapper Lithography au cours des dernières années de sa vie. Mapper a fait faillite en 2019.

## Vie privée
Del Prado est veuf de Hanni Jonge Poerink, avec qui il a plusieurs enfants, et a par la suite une relation avec Joan de Vos van Steenwijk 